# Link4 Towarzystwo Ubezpieczeń
LINK4 Towarzystwo Ubezpieczeń SA – pierwsze w Polsce towarzystwo ubezpieczeń oferujące ubezpieczenia direct. LINK4 działa jako spółka akcyjna.

## Historia
Przedsiębiorstwo działa na rynku polskim od stycznia 2003 roku i obejmuje swoim zasięgiem całą Polskę. Siedziba spółki znajduje się w Warszawie. Podstawą modelu biznesowego LINK4 jest sprzedaż polis ubezpieczeniowych bezpośrednio (ang. direct) przez telefon, internet oraz agentów. LINK4 na początku swojej działalności oferowało tylko sprzedaż podstawowych ubezpieczeń samochodu (OC, AC). Obecnie przedsiębiorstwo oferuje również ubezpieczenie mieszkania, ubezpieczenie turystyczne, ubezpieczenie NNW dla dzieci i ubezpieczenia dla firm. LINK4 m.in. jako pierwszy wprowadziło ofertę samochodu zastępczego nie tylko dla poszkodowanego, ale również dla sprawcy zdarzenia drogowego.
Od 2009 do 2014 roku LINK4 było częścią RSA – ubezpieczyciela działającego w 130 krajach na całym świecie. Od września 2014 roku LINK4 wchodzi w skład Grupy PZU SA.
LINK4 jest trzecią, najlepiej rozpoznawalną marką wśród towarzystw ubezpieczeniowych w Polsce (Instytut Badań Pollster, maj 2023).

## Nagrody i wyróżnienia dla ubezpieczeń LINK4
W 2012 roku Polska Izba Motoryzacji przeanalizowała oferty 22 towarzystw ubezpieczeniowych. Z analizy wynikło, że LINK4 oferuje najszerszy pakiet ubezpieczenia OC bez ponoszenia dodatkowych opłat przez właściciela.
W grudniu 2014 roku LINK4 zajęło pierwsze miejsce w rankingu cenowym, przeprowadzonym przez Total Money, dla cen ubezpieczenia OC i AC.
W 2014 i 2015 roku LINK4 otrzymywało nagrodę „Produkt flotowy roku” za najlepsze ubezpieczenia dla firmowych flot pojazdów.
LINK4 jako pierwsze directowe towarzystwo ubezpieczeń w Polsce otrzymało certyfikat ISO 9001:2001 w obszarze likwidacji szkód komunikacyjnych.